# 上街镇
上街镇是中国福建省福州市闽侯县下辖的一个镇。福州大学城位于该镇。

## 行政区划
上街镇下辖以下地区：
上街社区、新峰社区、红峰社区、庄南社区、博海湾社区、侯官村、厚美村、沙堤村、联心村、榕桥村、溪源宫村、美岐村、青州村、岐安村、岐头村、中美村、金屿村、浦口村、建平村、蔗洲村、厚庭村、马保村、新洲村和马排村。
目前建平、新洲、厚庭、马排、马保等5个村委会由福州高新区托管。